# Hemträsket (Burträsks socken, Västerbotten, 716630-169413)
Hemträsket är en sjö i Skellefteå kommun i Västerbotten och ingår i Sävaråns huvudavrinningsområde. Sjön har en area på 0,178 kvadratkilometer och ligger 250,3 meter över havet.

## Delavrinningsområde
Hemträsket ingår i det delavrinningsområde (716604-169430) som SMHI kallar för Mynnar i Avan. Medelhöjden är 257 meter över havet och ytan är 9 kvadratkilometer. Räknas de 2 avrinningsområdena uppströms in blir den ackumulerade arean 34,61 kvadratkilometer. Knipån som avvattnar avrinningsområdet har biflödesordning 2, vilket innebär att vattnet flödar genom totalt 2 vattendrag innan det når havet efter 108 kilometer. Avrinningsområdet består mestadels av skog (70 procent) och sankmarker (12 procent). Avrinningsområdet har 0,77 kvadratkilometer vattenytor vilket ger det en sjöprocent på 8,5 procent.